# Katolski Posoł
Katolski Posoł (pol. Goniec Katolicki) – wydawane w Budziszynie od 1863 (z przerwą w latach 1939–1950) czasopismo w języku górnołużyckim, adresowane do katolickich Serbołużyczan. 
Czasopismo zaczęło się ukazywać w styczniu 1863, początkowo jako miesięcznik, później tygodnik. Założycielem i pierwszym redaktorem naczelnym (do 1881) był proboszcz z Chrósćicy, ks. Michał Hórnik, a wydawcą jest od początku Towarstwo swj. Cyrila a Metoda, założone w 1862. Do stałych współpracowników gazety należał Jan Andricki, a jego starszy brat ks. Mikławš Andricki był jej redaktorem naczelnym w latach 1903–1904.
Gdy hitlerowcy w 1937 sparaliżowali serbołużyckie życie kulturalne i zamknęli pozostałe czasopisma serbołużyckie, Katolski Posoł pozostał jedynym nadal wydawanym czasopismem w jakimkolwiek z języków łużyckich. Ostatecznie został jako ostatnie czasopismo serbołużyckie zamknięty w 1939. Wznowiony już po powstaniu Niemieckiej Republiki Demokratycznej – w grudniu 1950, początkowo jako miesięcznik, później ukazywał się dwa razy w miesiącu, a od jesieni 1992 jako tygodnik.
Pierwszym powojennym redaktorem naczelnym był Michał Nawka (w latach 1950–1959), funkcję tę pełnił również dwukrotnie znany łużycki poeta ks. Józef Nowak (w latach 1927–1931 oraz 1959–1960). Od 1955 czasopismo podlegało ścisłej cenzurze, zanim w 1985 redakcja wróciła pod zwierzchnictwo biskupa katolickiej diecezji drezdeńsko-miśnieńskiej. 
Obecnie tygodnik Katolski Posoł jest najważniejszym czasopismem katolickich Górnołużyczan, traktowanym nie tylko jako źródło informacji, ale też kształtującym poglądy. Wydawany w nakładzie ok. 2200 egzemplarzy jest rozpowszechniany we wszystkich katolickich parafiach Łużyc, ale rozchodzi się też w innych częściach Niemiec, a ponadto jest wysyłany do Austrii, Czech, Francji, na Litwę, do Polski, Rosji, USA, Boliwii i Japonii.